# Agromyza pseudoruifpes
Agromyza pseudoruifpes är en tvåvingeart som beskrevs av Nowakowski 1964. Agromyza pseudoruifpes ingår i släktet Agromyza och familjen minerarflugor.
Artens utbredningsområde är Polen. Inga underarter finns listade i Catalogue of Life.